# Seyler (Patrizierfamilie)

Der Theaterprinzipal Abel Seyler

Wappen der Familie Seyler (Seiler) aus Liestal und Basel

Seyler ist eine Schweizer Patrizierfamilie aus Liestal und Basel. Mitglieder der Familie waren Ratsherren und Schultheissen in Liestal seit dem 15. Jahrhundert. Seit dem 16./17. Jahrhundert waren Familienmitglieder auch Bürger der Stadt Basel und mit anderen Basler Patrizierfamilien wie Socin, Passavant, Burckhardt und Merian eng verwandt.
Das berühmteste Mitglied der Familie, der Bankier und Theaterprinzipal Abel Seyler, gründete den Hamburger Zweig der Familie, den zu den Hanseaten gezählt wurde. In Hamburg war die Familie Miteigentümer der Berenberg Bank und mit den Familien Berenberg/Gossler und Amsinck eng verwandt.

## Basler Zweig
Magister Friedrich Seyler (1603–1676) wurde in Basel geboren. Nach philosophischen und theologischen Studien wurde er als Pfarrer nach Toggenburg berufen. Im Jahr 1631 wurde er Präzeptor der achten Klasse an der Schule auf Burg in Basel, dann Konrektor und 1666 Rektor (Gymnasiarch). Er erhielt 1670 das Bürgerrecht Basels. Er war mit Rosina Stöcklin, der Tochter des Basler Ratsherren Matthys Stöcklin, verheiratet. Ihr Sohn war der Basler Pfarrer und Theologe Friedrich Seyler (1642–1708). Letzterer war mit Elisabeth Socin, der Tochter des Gesandten am französischen Hofe Abel Socin und Nichte des Basler Bürgermeisters Emanuel Socin, verheiratet.
Unter seinen Kindern waren Dr. theol. Abel Seyler (1684–1767), der von 1714 bis 1763 Pfarrer in Frenkendorf-Munzach in Liestal war. Er war mit Anna Katharina Burckhardt (1694–1773) verheiratet und ihr Sohn war der bekannte Theaterprinzipal Abel Seyler, der den Hamburger Zweig der Familie begründete.

## Hamburger Zweig
Der Hamburger Zweig der Familie wurde von Abel Seyler (1730–1801) begründet. Als junger Mann zog er vom Kanton Basel nach Hamburg, wo er bis 1766 als Kaufmann und Bankier tätig war. Unter anderem handelte er während des Siebenjährigen Kriegs zusammen mit Johann Tillemann mit unterwertigen Heckmünzen, die sie in der Hamburg nahe gelegenen Münze zu Rethwisch herstellen liessen. Die durch die Münzverschlechterung ausgelösten Wirren sorgen nach Ende des Krieges für den Untergang des Handelshauses von Seyler und Tillemann.
Seyler wurde später Hauptunterstützer der Hamburgischen Entreprise, „der führende Förderer des deutschen Theaters“ und Gründer und Leiter der Seylerschen Schauspiel-Gesellschaft. Er heiratete Sophie Elisabeth Andreae (1730–64), die Tochter des wohlhabenden Hannover Hofapothekers Leopold Andreae und die Schwester des Naturforschers Johann Gerhard Reinhard Andreae. Nach ihrem Tod war er mit Friederike Sophie Seyler, die berühmteste deutsche Schauspielerin in der zweiten Hälfte des 18. Jahrhunderts, verheiratet. Ihr Singspiel Hüon und Amande diente als Grundlage des Librettos für Die Zauberflöte. Abel Seyler war Vater des Bankiers Ludwig Erdwin Seyler (1758–1836), der 1788 mit Anna Henriette Gossler (1771–1836), Tochter des Bankiers Johann Hinrich Gossler und der Elisabeth Berenberg, verheiratet wurde. Elisabeth Berenberg war einzige Erbin der Bankiersfamilie Berenberg als Tochter des Johann Berenberg und Enkelin des Senators Rudolf Berenberg und der Anna Elisabeth Amsinck. Ludwig Seyler wurde im selben Jahr Mitinhaber des Handels- und Bankhauses Berenberg, und nach dem Tod seines Schwiegervaters wurde er 1790 Senior des Hauses. Seine Schwiegermutter Elisabeth Gossler geb. Berenberg wurde ab 1790 selbst Mitinhaber des Handelshauses. Ludwig Seyler war auch ab 1813 Mitglied und dann 1817–18 Präses der Commerz-Depution und Mitglied der Erbgesessenen Bürgerschaft. Er war Schwager des Senators Johann Heinrich Gossler und Onkel des Ersten Bürgermeisters Hermann Gossler. Seine Schwester Sophie Seyler (1762–1833) war mit Johann Anton Leisewitz verheiratet.
Zwei Töchter von Ludwig Seyler, Betty (eigentlich Elisabeth) und Auguste Seyler, waren mit Gerhard von Hoßtrup verheiratet. Die Tochter Louise Seyler war mit dem Schiffsmakler Ernst Friedrich Pinckernelle verheiratet, und ihre Söhne gründete die Hamburger Versicherungsmaklerfirma G. & J. E. Pinckernelle. Die Tochter Henriette Seyler (1805–1875) war mit dem norwegischen Grossindustriellen Benjamin Wegner verheiratet. Ihr Sohn, der Richter Johann Ludwig Wegner, war mit Blanca Bretteville, Tochter des norwegischen Premierministers Christian Zetlitz Bretteville, verheiratet, und war Schwiegervater des Präsidenten des Obersten Gerichtshofes von Norwegen Karenus Kristofer Thinn. Henriette Seyler war ausserdem Grossmutter des Präsidenten des Norwegischen Roten Kreuzes Nikolai Nissen Paus, des berühmten Kriegskorrespondenten Benjamin Wegner Nørregaard und des Präsidenten der norwegischen Anwaltskammer Harald Nørregaard.

## Bilder

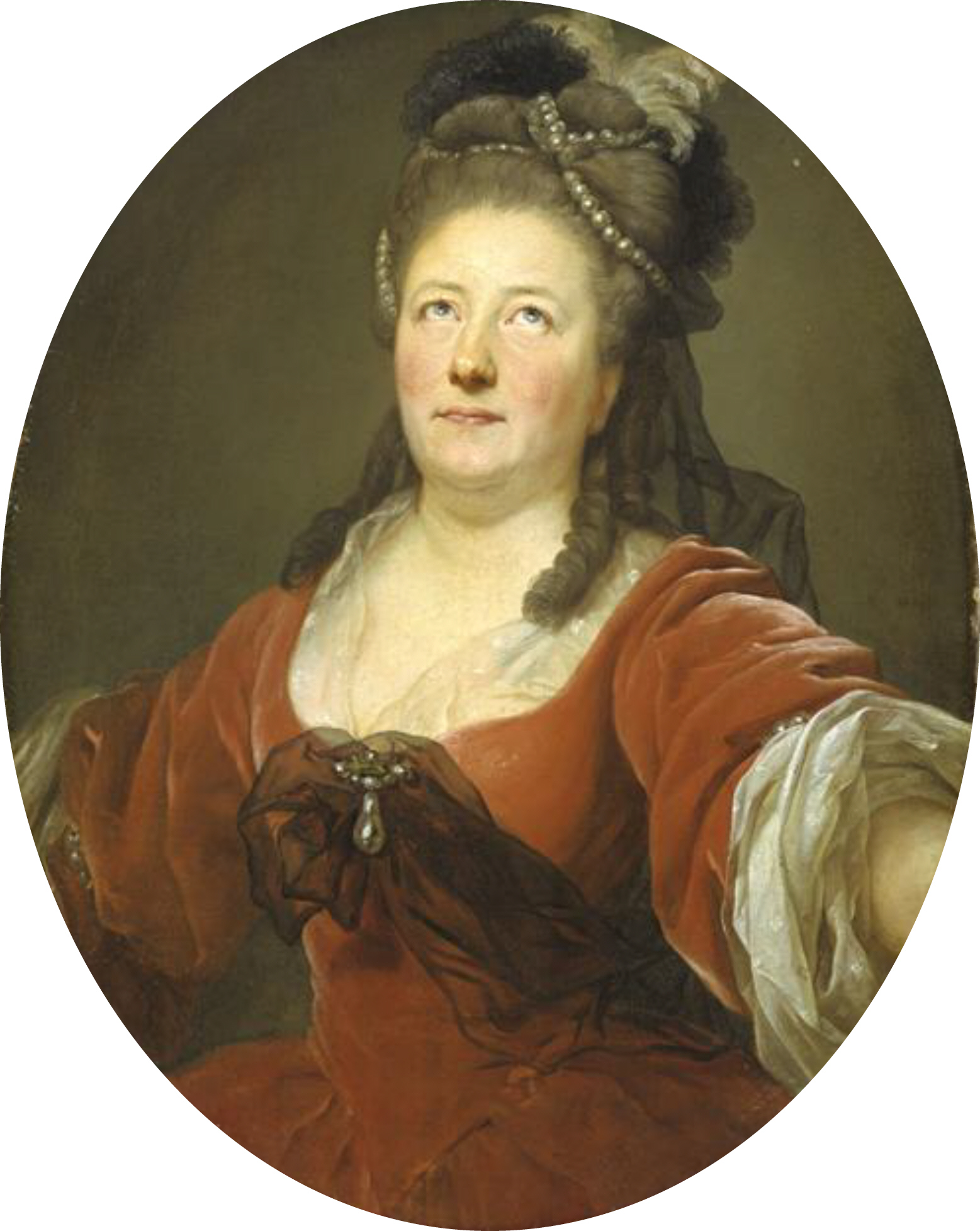
Schauspielerin Friederike Sophie Seyler (1737/38–1789), gemalt von Anton Graff, Hamburger Kunsthalle
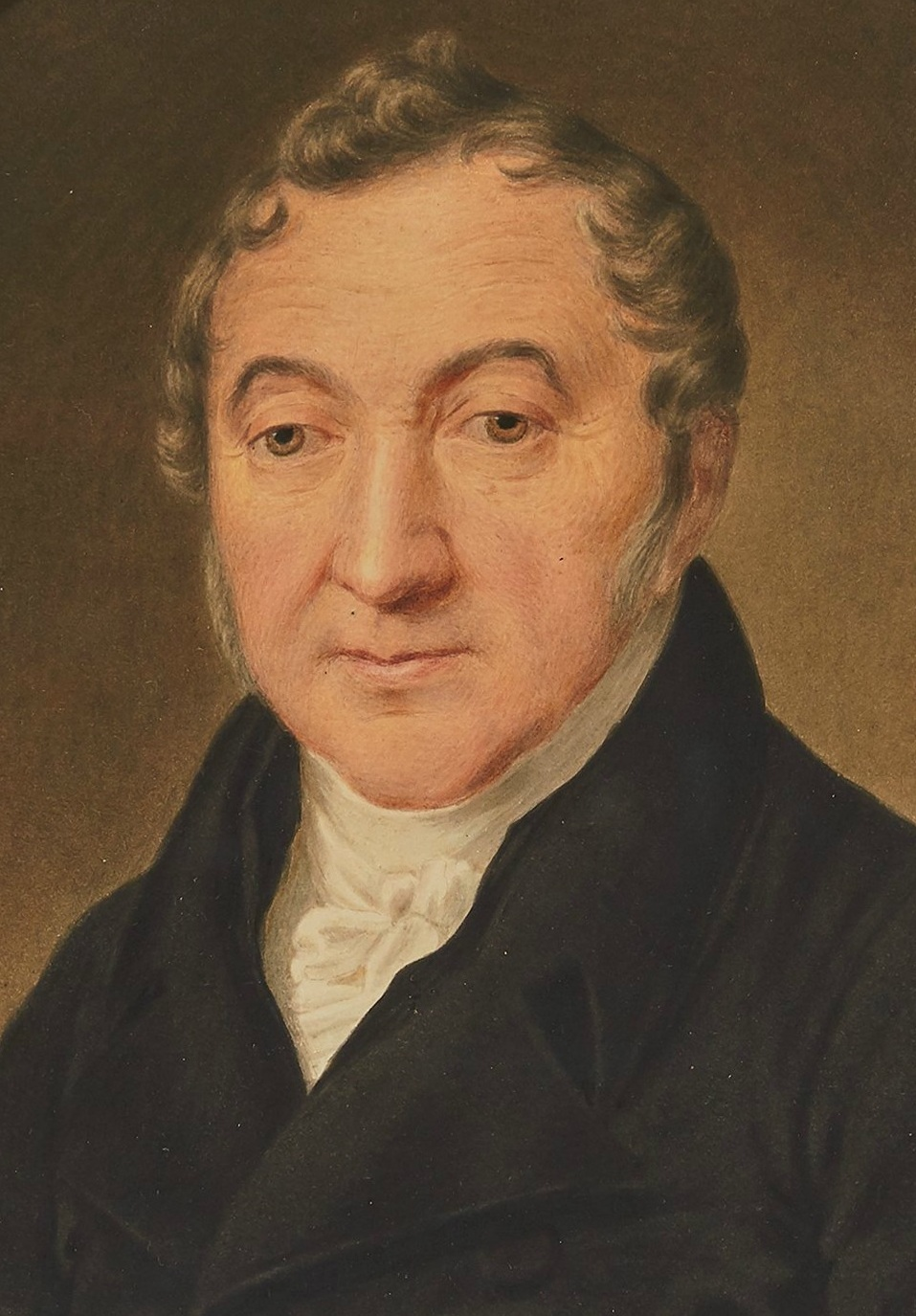
Bankier Ludwig Erdwin Seyler
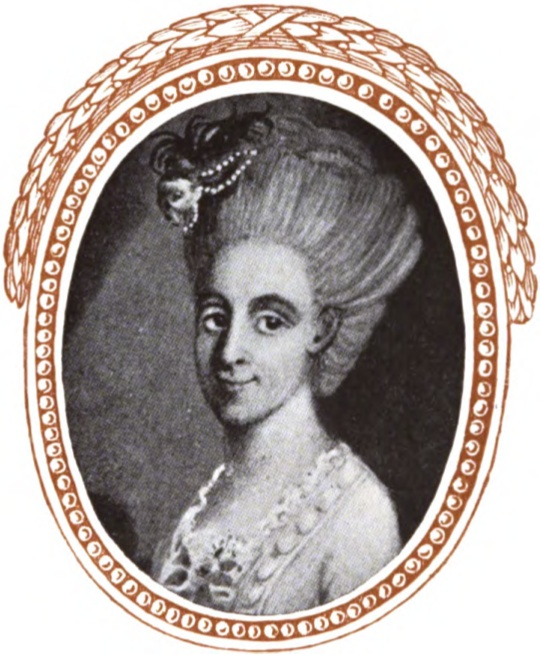
Sophie Seyler, Ehefrau des Johann Anton Leisewitz
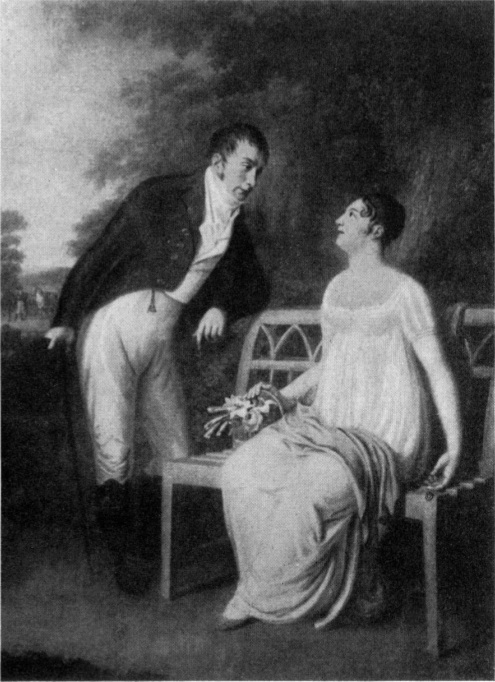
Elisabeth Seyler, Tochter des Ludwig Erdwin Seyler und der Anna Henriette Gossler, und ihr Ehemann Gerhard von Hosstrup, gemalt ca. 1815 von Friedrich Carl Gröger
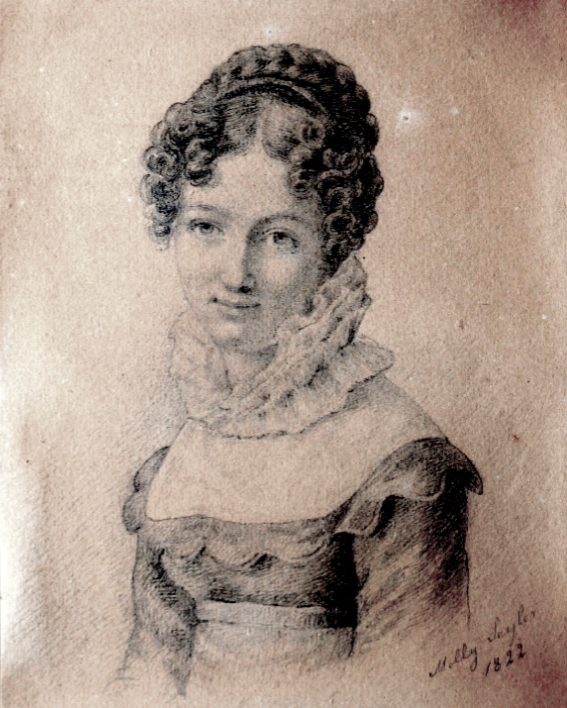
Henriette Seyler (1805–75), Tochter des Ludwig Erdwin Seyler und der Anna Henriette Gossler, gezeichnet von ihrer Schwester Molly (1822)